# Mali Rakitovec
Mali Rakitovec – wieś w Słowenii, w gminie Kamnik. W 2018 roku liczyła 37 mieszkańców.